# Amata teinopera
Amata teinopera är en fjärilsart som beskrevs av George Francis Hampson 1898. Amata teinopera ingår i släktet Amata och familjen björnspinnare. Inga underarter finns listade i Catalogue of Life.